# Historia ludzkości
Historia ludzkości (ang. The Story of Mankind) – amerykański film fantasy z 1957 roku, zrealizowany na podstawie książki popularnonaukowej autorstwa Hendrika Willema van Loona.

## Fabuła
W odległym kosmosie Rada Starszych obraduje nad decyzją, czy dopuścić do zagłady ludzkości, czy pozwolić jej istnieć dalej. Obrońcą ludzkości jest Anioł, a oskarżycielem Diabeł. Obaj na poparcie swojej tezy ukazują scenki z historii ludzkości, które przemawiają za zniszczeniem lub ocaleniem ludzi.

## Główne role
- Ronald Colman (Duch Ludzkości, Anioł),
- Vincent Price (Mr. Scratch, Diabeł),
- Cedric Hardwicke (Wysoki Sędzia),
- Marie Windsor (Józefina),
- Hedy Lamarr (Joanna d'Arc),
- Groucho Marx (Peter Minuit),
- Harpo Marx (Sir Isaak Newton),
- Virginia Mayo (Kleopatra),
- Dennis Hopper (Napoleon Bonaparte),
- Chico Marx (Mnich),
- Agnes Moorehead (królowa Elżbieta I),
- Peter Lorre (Neron),
- Charles Coburn (Hipokrates),
- Cesar Romero (Hiszpański wysłannik),
- John Carradine (Cheops),
- Marie Wilson (Maria Antonina),
- Bobby Watson (Adolf Hitler),
- Dani Crayne (Helena z Troi),
- Jim Ameche (Alexander Graham Bell)
- Cathy O’Donnell (Chrześcijanka)